# Radhia Nasraoui
Radhia Nasraoui (en àrab:ضية النصراوي, 1953) és una advocada i activista tunisiana.
Radhia Nasraoui és advocada pels drets humans i presideix l'Associació de Lluita contra la Tortura a Tunísia.
Es va casar amb Hamma Hammami i és mare de 3 filles. Actualment les seues filles viuen exiliades a l'estat francés.

## Filmografia
- No més por

## Premis
- 16 de novembre de 2005, doctora honoris causa de la Universitat Lliure de Brussel·les.[5]
- 2013, doctora honoris causa de la Universitat de Mons.
- 2013, Medalla Geuzen.
- 25 de gener de 2013, Premi Olof Palme.